# فريدريك ستانغ
فريدريك ستانغ هو بروفيسور وقانوني وسياسي نرويجي، ولد في 27 ديسمبر 1867 في كريستيانية ‏ في النرويج، وتوفي بنفس المكان في 15 نوفمبر 1941. نشط حزبياً في حزب المحافظين.

## مناصب
- انتخب رئيس مجلس الإدارة اللجنة النرويجية لجائزة نوبل (2 أكتوبر 1922 – 15 نوفمبر 1941).
- انتخب زعيم حزب حزب المحافظين (1907 – 1911).
- انتخب Minister of Justice and Public Security [الإنجليزية]‏ (20 فبراير 1912 – 31 يناير 1913).
- انتخب عضو برلمان النرويج  [لغات أخرى]‏ عن دائرة  خلال فترته النيابية ‏ (1906 – 1909).